# Острів Мак-Культа
Острів Мак-Культа рідше Острів Мак-Нульта (рос. Остров Мак-Культа) — острів архіпелагу Земля Франца-Йосифа. Найвища точка острова — 50 метрів. Адміністративно відноситься до Приморського району Архангельської області Росії.
Розташований у південно-східній частині архіпелагу за 2 кілометри на південь від мису Хефера острова Земля Вільчека в групі з чотирьох невеликих островів (крім нього Дерев'яний, Дауес і Тілло).
Має нерівну округлу форму діаметром близько 1 кілометра. Вільний від льоду. У східній частині скеля висотою 50 метрів, в західній — скеля-останець висотою 21 метр.